# آدم وست
آدم وست (بالإنجليزية: Adam West)‏ ممثل أمريكي ولد في 19 سبتمبر 1928 في واشنطن من أب مزارع، وأم عازفة بيانو. قام بتمثيل 6 أجزاء من مسلسل باتمان الذي عُرض على هيئة الإذاعة الأمريكية، كما مثّل في فيلم باتمان في سنة 1966، وعمل مؤدي صوت في المسلسل الكرتوني فاميلي غاي.

## مسيرته
رغب والداه دوما في السفر إلى هوليوود، مما سهّل على ابنهما دخول الفن. تخرج من الثانوية، ثم حصل على شهادته الجامعية في علم النفس من جامعة وايتمان. لكن حياته الفنية بدأت عندما انتقل إلى هاواي للظهور في برنامج تلفزيوني مخصص للأطفال، ومن هنا بدأت الحكاية، «الرجل الوطواط». بدأ التمثيل في خمسينيات القرن العشرين لكنه كان ممثلا ثانويا، أو كما يسمى «كومبارس» أي ممثل زائد بأجر زهيد يكمل بيئة العمل. وجاءت انطلاقته الحقيقية في عام 1966، حين وقع عليه الاختيار من قبل المنتج «وليام دوزير» لبطولة مسلسل «باتمان» بعد أن رأى أندرسون يؤدي دور «جيمس بوند» في دعاية لشركة نستله، وأثار إعجابه، فرشحه للبطولة، وعرض مسلسل باتمان التلفزيوني لثلاث مواسم، من 1966 إلى 1968.

## وفاته
توفي آدم ويست بعد صراع مع مرض سرطان ابيضاض الدم عن عمر يناهز 89 عاما في مساء يوم الجمعة 9 يونيو 2017 في داره الواقعة بقرية كيتشوم، أيداهو في الولايات المتحدة.

## روابط خارجية
- آدم وست على موقع IMDb (الإنجليزية)
- آدم وست على موقع ميتاكريتيك (الإنجليزية)
- آدم وست على موقع الموسوعة البريطانية (الإنجليزية)
- آدم وست على موقع روتن توميتوز (الإنجليزية)
- آدم وست على موقع قاعدة بيانات الأفلام العربية
- آدم وست على موقع ألو سيني (الفرنسية)
- آدم وست على موقع ميوزك برينز (الإنجليزية)
- آدم وست على موقع تيرنر كلاسيك موفيز (الإنجليزية)
- آدم وست على موقع أول موفي (الإنجليزية)
- آدم وست على موقع قاعدة بيانات الأفلام السويدية (السويدية)